# (4947) Ninkasi
Pour les articles homonymes, voir Ninkasi (homonymie).
(4947) Ninkasi est un astéroïde Amor découvert par C. S. Shoemaker. Il a été ainsi baptisé en référence à Ninkasi, déesse sumérienne de la bière.